# Vadim Șipaciov
Vadim Șipaciov (n. 12 martie 1987, Cerepoveț, RSFS Rusă, URSS) este un jucător de hochei pe gheață ce a reprezentat Rusia, medaliat olimpic. A participat la 2 ediții ale Jocurilor Olimpice (2018, 2022) în care a câștigat o medalie de aur și o medalie de argint.